# روفوس آدا جورج
روفوس آدا جورج (بالإنجليزية: Rufus Ada-George)‏ هو سياسي نيجيري، ولد في 11 يوليو 1940 في نيجيريا. انتخب Governor of Rivers State ‏.